# Іван Козарац
Іван Козарац (хорв. Ivan Kozarac; 8 лютого 1885, Вінковці — 16 листопада 1910, Вінковці) — хорватський письменник, романіст, новеліст і поет, відомий своїми творами, що відображають життя та культуру Славонії.
Біографія
Народився у місті Вінковці в родині селянина. Навчався у гімназії, але закінчив лише два класи. У 13 років, щоб уникнути сімейної бідності, почав працювати писарем у Котарському суді в м.Вінковці.
З 1900 по 1906 рік працював писарем у адвокатській конторі Левина Племича. У 1902 році дебютував у літературі з поезією До словʼян (хорв. Slavjanstvu) та новелою Сліпий (хорв. Slijepac). Був політично активним у Хорватській народній прогресивній партії. У 1903 році захворів на туберкульоз. У 1906 році опублікував свою першу і єдину за життя книгу Славонська кров (хорв. Slavonska krv). Інші його твори були видані посмертно у 1911 році.
Попри важкий стан здоров'я, не був звільнений від військової служби і у 1907 році пішов до армії, спочатку в Петроварадин, а потім у Карловаць. У 1909 році повернувся до рідного міста, але восени того ж року переїхав до Загреба, де працював керівником Видавничого фонду Товариства хорватських письменників та Товариства хорватських режисерів.
У 1910 році опублікував поезію Мілово (хорв. Milovo sam), присвячену Марії Козарац, у яку був закоханий. Через сімейні зв’язки їхні стосунки не мали можливості розвинутися. Їх часто називають "вінковсько-шокачкими Ромео і Джульєттою", а у 2016 році їм було встановлено пам'ятник.
Влітку 1910 року лікар і письменник Мілівой Дежман направив його на лікування до Брестовця. Однак у вересні того ж року Іван повернувся до Вінковців, де через два місяці помер у віці 25 років. Похований 18 листопада на кладовищі св. Марії Магдалини у Вінковцях.

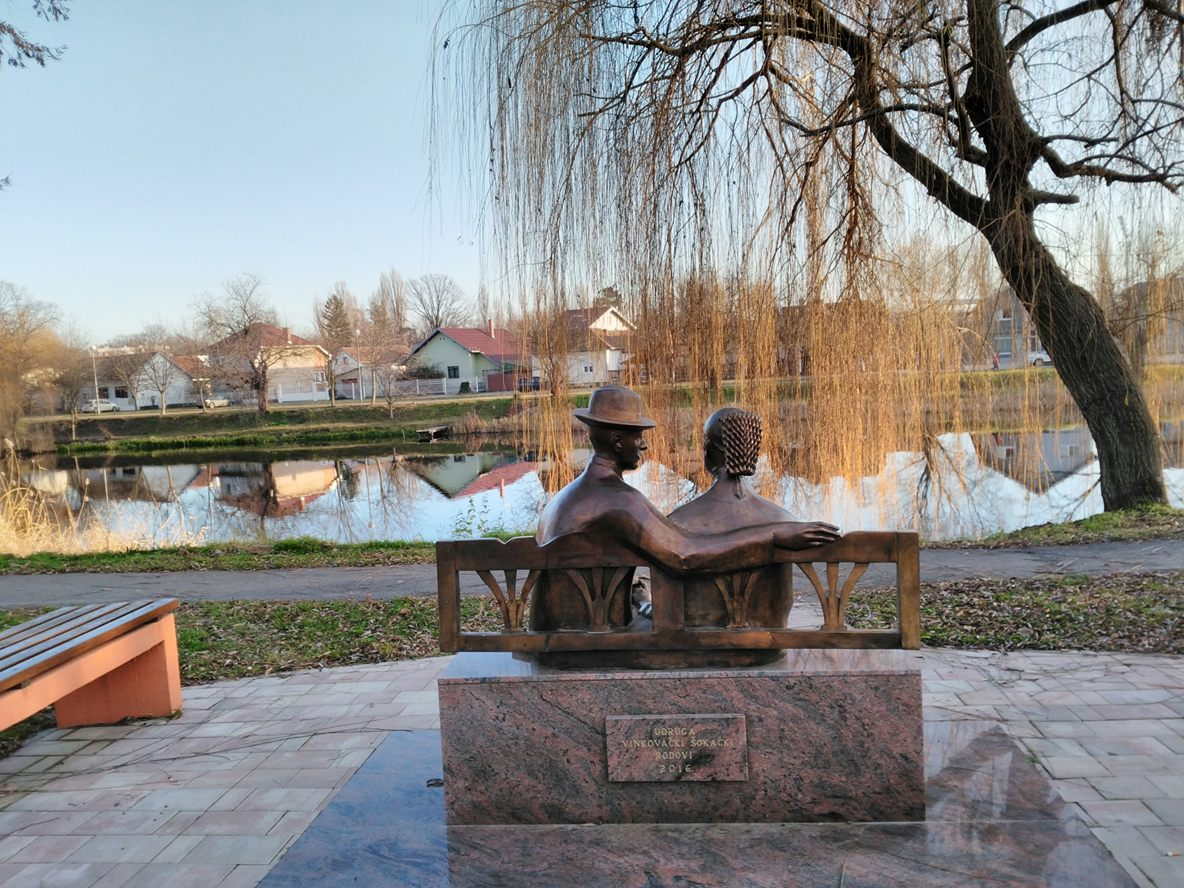
Spomenik Ivanu Kozarcu i Mariji Kozarac

## Творчість
За вісім років літературної діяльності (1902–1910) Козарац написав близько 60 поезій, 40 новел, роман Джука Бегович (хорв. Đuka Begović) та автобіографію. За життя опублікував лише одну книгу — Славонська кров  (хорв. Slavonska krv (1906)). 
Посмертно, у 1911 році, були видані збірки Твори (хорв. Pjesme) у Спліті, Обрані новели (хорв. Izabrane pripovijetke) у Вінковцях та роман Джука Бегович (хорв. Đuka Begović) у Загребі.
Основною темою творчості Козарца було життя села та побут Шокадії. Він описував суспільні зміни у слов’янському селі в період занепаду Військового кордону, коли в Славонії посилилося прагнення до свободи. У своїх творах він критикував жіночу легковажність, моду, а також звертав увагу на моральний занепад окремих священиків і лицемірство в релігії. Любов до рідної Славонії відчувається у кожному його творі, особливо в яскравих описах місцевих краєвидів. Головними мотивами його творчості були любов і свобода. Завдяки своєму унікальному стилю оповіді та увазі до персонажів він здобув визнання як один із провідних прозаїків свого часу.
Перші вірші Козарца мали наслідувальний характер, але згодом він виробив власний стиль, використовуючи простонародну мову, наближену до розмовної, використовував штокавсько-ієкавський діалект, а також турецькі та угорські ідіоми. Його стиль був не завжди відшліфованим за літературними нормами, але відзначався живою, виразною та ритмічною мовою. Він майстерно поєднував ритм повсякденного життя з карнавальними мотивами.
Козарац писав під різними псевдонімами, зокрема Іван К. Керепов, Ваня Косан, Іван Ніколаєвич Мацький, Олгін та ін. Його твори перекладені чеською, польською та словенською мовами.
Джерела
- https://hbl.lzmk.hr/clanak/kozarac-ivan. Процитовано 10 лютого 2025 р.
- https://www.ivankozarac.com/stvaralaki-ivotopis. Процитовано 10 лютого 2025 р.
- https://www.vecernji.hr/vijesti/u-vinkovcima-otkriven-spomenik-ivanu-i-mariji-kozarac-sokackim-romeu-i-juliji-1086237. Процитовано 10 лютого 2025 р.
- https://vinkovacki-sokacki-rodovi.hr/2022/12/07/otkrivanje-spomenika-mariji-i-ivanu-kozarac/. Процитовано 10 лютого 2025 р.